# Locus de caractères quantitatifs

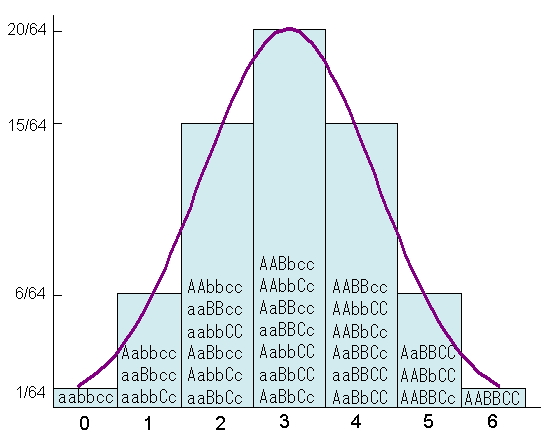
Locus de caractères quantitatifs

Un locus de caractères quantitatifs (LCQ ou QTL pour quantitative trait loci) est une région plus ou moins grande d'ADN qui est étroitement associée à un caractère quantitatif, c'est-à-dire une région chromosomique où sont localisés un ou plusieurs gènes impliqués dans le caractère en question.
L'hérédité de caractères quantitatifs se rapporte à une caractéristique phénotypique qui varie par degrés, et qui peut être attribuée à l'interaction entre deux ou plusieurs gènes et leur environnement (appelé aussi hérédité polygénique).
Les QTL peuvent être identifiés « moléculairement » (par PCR, par exemple) pour aider à cartographier des régions du génome qui contiennent des gènes impliqués dans la spécification d'un caractère quantitatif. 
Ceci contribue à l'identification, l'annotation et le séquençage de ces gènes ou de gènes dits « gènes d'intérêt ».

## Caractère quantitatif
Un caractère qui présente une variation continue au sein d'une population (caractère quantitatif) est supposé être contrôlé par plusieurs gènes à effet faible : modèle infinitésimal. Cependant, il a été montré que quelques gènes majeurs (QTL) pouvaient participer de façon significative à cette variabilité (modèle oligogénique).

## L'analyse QTL[2]
L'analyse QTL cherche à caractériser l'architecture génétique d'un type de caractère : c'est-à-dire à déterminer le nombre de régions du génome impliquées ainsi que leurs positions et leurs effets. Cette approche se base sur l'analyse combinée de l'information moléculaire et d'un caractère quantitatif dans une descendance en ségrégation. Elle permet de tester statistiquement le lien entre variation génétique (comme celle de marqueurs moléculaires) et variation phénotypique. Si ce test est significatif, on met en évidence un QTL.
Partant d'une analyse simple marqueur (analyse de variance à un facteur), l'analyse QTL a évolué vers des méthodes de plus en plus complexes :
1. "l'interval mapping" (IM) [3],[4] : utilisant l’information de la carte génétique pour positionner les QTL le long du génome
2. le "composite interval mapping" (CIM) [5],[6]
3. le "multiple interval mapping" (MIM) [7],[8] qui prennent compte des cofacteurs (marqueurs significativement associés au caractère)

Parallèlement à ces méthodes classiques, des approches bayésiennes ont également été développées, mais restent pour l'instant peu utilisées chez les plantes.
Comme pour toutes les analyses statistiques, la taille de l'échantillon est un facteur critique. Pour des petites tailles d'échantillon, le risque de ne pas détecter de QTL à effet faible est important. Cela surestime donc l'effet de ceux qui sont détectés. C'est ce que l'on appelle communément l'effet "Beavis" .